# Kolarstwo na Letnich Igrzyskach Olimpijskich 2008 – sprint kobiet
Sprint kobiet podczas Letnich Igrzysk Olimpijskich 2008 rozegrany został 17–18 sierpnia na  torze Laosham Welodrom.

## Terminarz
Czas w Pekinie (UTC+08:00)
| Data             | Godzina | Runda                   |
| ---------------- | ------- | ----------------------- |
| 17 sierpnia 2008 | 11:05   | Kwalifikacje            |
| 17 sierpnia 2008 | 17:25   | Pierwsza runda          |
| 17 sierpnia 2008 | 18:15   | Repasaże Pierwsza runda |
| 18 sierpnia 2008 | 17:05   | Ćwierćfinały            |
| 19 sierpnia 2008 | 16:30   | Półfinały               |
| 19 sierpnia 2008 | 17:15   | Wyścig o miejsca 9 - 12 |
| 19 sierpnia 2008 | 18:45   | Wyścig o miejsca 5 - 8  |
| 19 sierpnia 2008 | 18:25   | Finały                  |

## Wyniki

### Kwalifikacje
| Pozycja | Zawodniczka          | Czas   | Średnia prędkość (km/h) | Uwaga |
| ------- | -------------------- | ------ | ----------------------- | ----- |
| 1.      | Victoria Pendleton   | 10,963 | 65,675                  | Q     |
| 2.      | Guo Shuang           | 11,106 | 64,829                  | Q     |
| 3.      | Anna Meares          | 11,140 | 64,631                  | Q     |
| 4.      | Willy Kanis          | 11,167 | 64,475                  | Q     |
| 5.      | Simona Krupeckaitė   | 11,222 | 64,159                  | Q     |
| 6.      | Clara Sanchez        | 11,365 | 63,352                  | Q     |
| 7.      | Natalla Cylinska     | 11,372 | 63,313                  | Q     |
| 8.      | Jennie Reed          | 11,400 | 63,157                  | Q     |
| 9.      | Lisandra Guerra      | 11,462 | 62,816                  | Q     |
| 10.     | Yvonne Hijgenaar     | 11,533 | 62,429                  | Q     |
| 11.     | Swietłana Grankowska | 11,544 | 59,337                  | Q     |
| 12.     | Sakie Tsukuda        | 12,134 | 59,337                  | Q     |

### Pierwsza runda
| Zawodniczka        | Czas   | Śr. prędkość (km/h) |
| ------------------ | ------ | ------------------- |
| Victoria Pendleton | 11,736 | 61,349              |
| Sakie Tsukuda      |        |                     |

| Zawodniczka      | Czas   | Śr. prędkość (km/h) |
| ---------------- | ------ | ------------------- |
| Anna Meares      | 11,663 | 61,733              |
| Yvonne Hijgenaar |        |                     |

| Zawodniczka        | Czas   | Śr. prędkość (km/h) |
| ------------------ | ------ | ------------------- |
| Jennie Reed        | 11,955 | 60,225              |
| Simona Krupeckaitė |        |                     |

| Zawodniczka          | Czas   | Śr. prędkość (km/h) |
| -------------------- | ------ | ------------------- |
| Guo Shuang           | 11,410 | 63,102              |
| Swietłana Grankowska |        |                     |

| Zawodniczka     | Czas   | Śr. prędkość (km/h) |
| --------------- | ------ | ------------------- |
| Willy Kanis     | 12,155 | 59,234              |
| Lisandra Guerra | REL    |                     |

| Zawodniczka      | Czas   | Śr. prędkość (km/h) |
| ---------------- | ------ | ------------------- |
| Clara Sanchez    | 11,607 | 62,031              |
| Natalla Cylinska |        |                     |

#### Repasaże
| Zawodniczka      | Czas   | Śr. prędkość (km/h) |
| ---------------- | ------ | ------------------- |
| Natalla Cylinska | 11,871 | 60,652              |
| Lisandra Guerra  |        |                     |
| Sakie Tsukuda    |        |                     |

| Zawodniczka          | Czas   | Śr. prędkość (km/h) |
| -------------------- | ------ | ------------------- |
| Simona Krupeckaitė   | 12,123 | 59,391              |
| Swietłana Grankowska |        |                     |
| Yvonne Hijgenaar     |        |                     |

### Ćwierćfinały
| Zawodniczka        | Czas (wyścig 1) | Czas (wyścig 2) |
| ------------------ | --------------- | --------------- |
| Victoria Pendleton | 11,839          | 11,672          |
| Simona Krupeckaitė |                 |                 |

| Zawodniczka   | Czas (wyścig 1) | Czas (wyścig 2) |
| ------------- | --------------- | --------------- |
| Anna Meares   | 11,716          | 12,108          |
| Clara Sanchez |                 |                 |

| Zawodniczka      | Czas (wyścig 1) | Czas (wyścig 2) |
| ---------------- | --------------- | --------------- |
| Guo Shuang       | 11,501          | 11,627          |
| Natalla Cylinska |                 |                 |

| Zawodniczka | Czas (wyścig 1) | Czas (wyścig 2) |
| ----------- | --------------- | --------------- |
| Willy Kanis | 11,944          | 11,767          |
| Jennie Reed |                 |                 |

### Półfinały
| Zawodniczka        | Czas (wyścig 1) | Czas (wyścig 2) |
| ------------------ | --------------- | --------------- |
| Victoria Pendleton | 11,537          | 11,885          |
| Willy Kanis        |                 |                 |

| Zawodniczka | Czas (wyścig 1) | Czas (wyścig 2) | Czas (wyścig 3) |
| ----------- | --------------- | --------------- | --------------- |
| Anna Meares |                 | 11,578          | 11,617          |
| Guo Shuang  | 11,629          |                 | REL             |

### Wyścig o miejsca 9 - 12
| Zawodniczka          | Czas   | Śr. prędkość (km/h) | Pozycja |
| -------------------- | ------ | ------------------- | ------- |
| Swietłana Grankowska | 12,192 | 59,055              | 9.      |
| Lisandra Guerra      |        |                     | 10.     |
| Yvonne Hijgenaar     |        |                     | 11.     |
| Sakie Tsukuda        |        |                     | 12.     |

### Wyścig o miejsca 5. - 8.
| Zawodniczka        | Czas   | Śr. prędkość (km/h) | Pozycja |
| ------------------ | ------ | ------------------- | ------- |
| Clara Sanchez      | 12,264 | 58,708              | 5.      |
| Natalla Cylinska   |        |                     | 6.      |
| Jennie Reed        |        |                     | 7.      |
| Simona Krupeckaitė |        |                     | 8.      |

### Pojedynek o brązowy medal
| Zawodniczka | Czas (wyścig 1) | Czas (wyścig 2) | Pozycja |
| ----------- | --------------- | --------------- | ------- |
| Willy Kanis |                 |                 | 4.      |
| Guo Shuang  | 11,420          | 11,617          | brąz    |

### Pojedynek o złoty medal
| Zawodniczka        | Czas (wyścig 1) | Czas (wyścig 2) | Pozycja |
| ------------------ | --------------- | --------------- | ------- |
| Anna Meares        |                 |                 | srebro  |
| Victoria Pendleton | 11,363          | 11,118          | złoto   |